# B-Complex
Matia Lenická, conocida por el nombre artístico de B-Complex, (Bratislava, 9 de mayo de 1984) es una productora de drum and bass y DJ eslovaca. En 2015, se declaró bigénero.

## Trayectoria
Comenzó a producir música en 1996 cuando tenía 12 años, y se interesó diferentes géneros musicales como el hardcore techno, el trance y el trance psicodélico, pasando luego al downtempo y al hip hop. Después de este período, se pasó al drum and bass, con la intención de crear un estilo personal único.
El primer lanzamiento con un sello importante fue Beautiful Lies, que apareció en la compilación Sick Music de Hospital Records. La compilación llegó al top 30 en la lista de descargas de iTunes en Reino Unido y estuvo entre los 5 primeros en la lista Beatport Drum and Bass. Su primer espectáculo en Reino Unido fue en septiembre de 2009 en el club nocturno Matter de Londres, para Hospitality.
Comenzó a usar una versión femenina de su nombre en 2015.

## Discografía
EP
- Shteel / Hunter (2006)
- Beautiful LiesVIP / Little Oranges(2010)
- Salad Is Ok (2010)

Singles
- "Amazon Rain" (2005)
- "Acid Trip / Squelch" (2008)
- "Tota Helpa" (2009)
- "Girl with Flower" (2009)
- China (2010)
- "Sober Yet Overdosed" (2010)
- "Rolling with the Punches / Reflections" (con Diane Charlemagne - 2012)
- "Early Bird" (2015)
- "Past Lessons for the Future" (2021)

Remixes
- New Education - "Arcane (B-Complex remix)" (2009)
- Shapeshifter - "Sleepless (B-Complex remix)" (2010)
- Kava Kava - "Clarity (B-Complex remix)" (2010)
- London Elektricity - "Invisible Worlds (B-Complex remix)" (2011)
- The Very Best - (B-Complex remix)" (2011)
- Vec - "Samotar (B-Complex remix)" (2015)